# Bahnstrecke Meckenbeuren–Tettnang
| |                                |                      |                      |
| Streckennummer (DB): | 4523                           |                      |                      |
| Kursbuchstrecke (DB): | 752 306m (1946) ex 306h (1958) |                      |                      |
| Streckenlänge: | 4,22 km                        |                      |                      |
| Spurweite: | 1435 mm (Normalspur)           |                      |                      |
| Stromsystem: | 650 Volt =                     |                      |                      |
| Maximale Neigung: | 20 ‰                           |                      |                      |
| Minimaler Radius: | 180 m                          |                      |                      |
| |                                |                      |                      |
| \| \| \| von Ulm \| \| \| \| 0,00 \| Meckenbeuren \| Meckenbeuren \| \| \| \| nach Friedrichshafen \| \| \| \| 1,73 \| Habacht \| Habacht \| \| \| 2,40 \| Bundesstraße 467 \| Bundesstraße 467 \| \| \| 3,80 \| Bechlingen \| Bechlingen \| \| \| 4,10 \| vom Raiffeisenlager \| vom Raiffeisenlager \| \| \| 4,22 \| Tettnang \| Tettnang \| |                                |                      |                      |
| Strecke |                                | von Ulm              | von Ulm              |
| Bahnhof | 0,00                           | Meckenbeuren         | Meckenbeuren         |
| Abzweig ehemals geradeaus und nach rechts |                                | nach Friedrichshafen | nach Friedrichshafen |
| Haltepunkt / Haltestelle (Strecke außer Betrieb) | 1,73                           | Habacht              | Habacht              |
| Strecke mit Straßenbrücke (Strecke außer Betrieb) | 2,40                           | Bundesstraße 467     | Bundesstraße 467     |
| Haltepunkt / Haltestelle (Strecke außer Betrieb) | 3,80                           | Bechlingen           | Bechlingen           |
| Abzweig geradeaus und von links (Strecke außer Betrieb) | 4,10                           | vom Raiffeisenlager  | vom Raiffeisenlager  |
| Kopfbahnhof Streckenende (Strecke außer Betrieb) | 4,22                           | Tettnang             | Tettnang             |

Die Bahnstrecke Meckenbeuren–Tettnang war eine 4,22 Kilometer lange und als Nebenbahn konzessionierte Stichbahn in Baden-Württemberg. Sie war die erste elektrifizierte normalspurige Eisenbahn mit Personen- und Güterverkehr in Deutschland. Die am 4. Dezember 1895 eröffnete Strecke wurde von der privaten Lokalbahn Aktien-Gesellschaft (LAG) in München erbaut und zunächst auch betrieben; nach deren Liquidation wurde sie 1938 verstaatlicht. Die Deutsche Bundesbahn stellte bereits 1976 den Personenverkehr ein, 1996 wurde die Strecke von der Deutschen Bahn AG schließlich komplett stillgelegt. Die anfangs verwendete Alternativbezeichnung Lokalbahn Meckenbeuren–Tettnang geht dabei auf den ersten Betreiber zurück, wobei die Konzessionsform Lokalbahn in Württemberg – anders als im benachbarten Bayern, wo dieser sein Hauptgeschäftsfeld hatte – gar nicht existierte.

## Geschichte

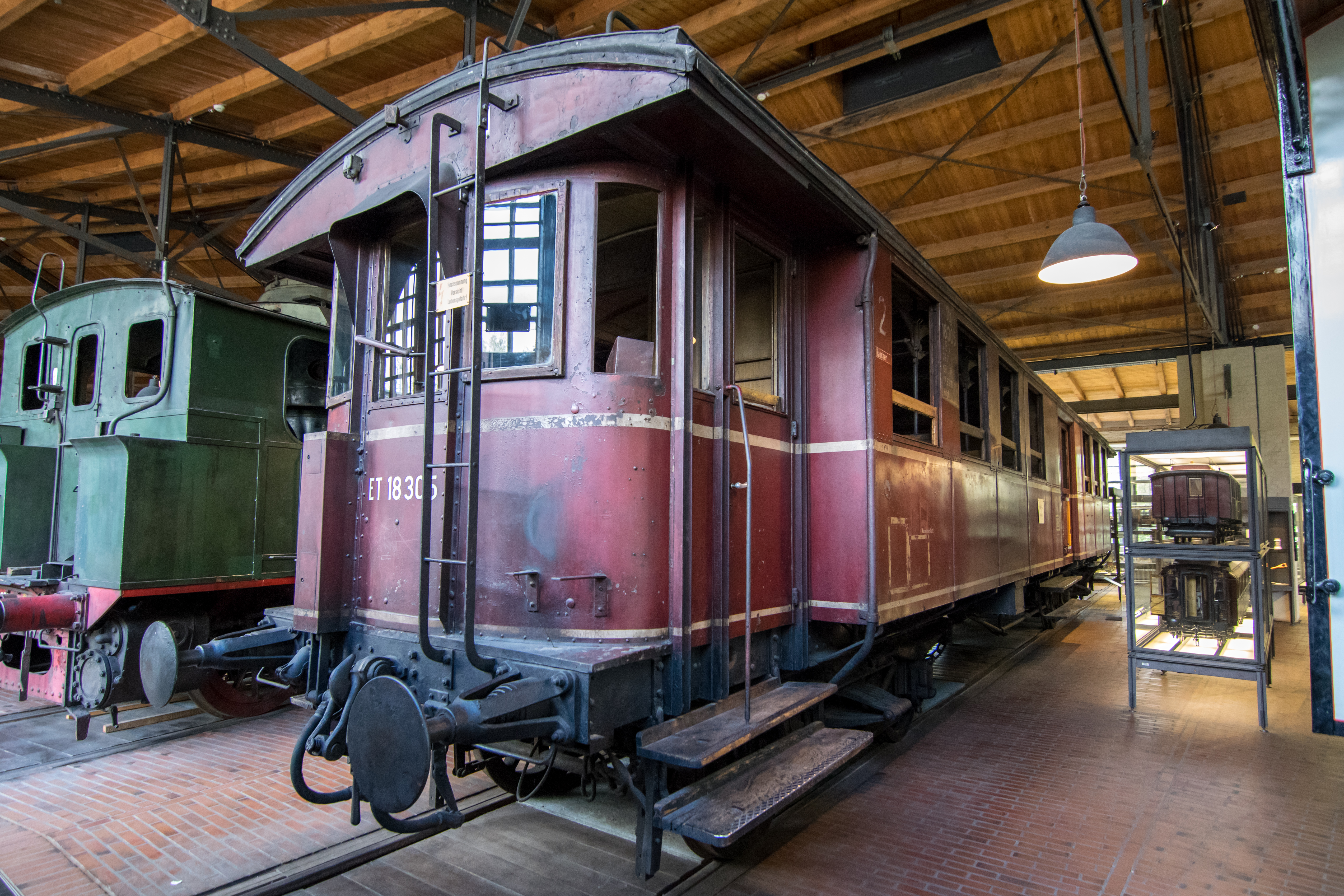
Der ET 183 05, eines der Originalfahrzeuge aus der Anfangszeit der Strecke

Die Strecke zweigte in Meckenbeuren von der Bahnstrecke Ulm–Friedrichshafen ab. Dort fuhren die Triebwagen auf dem Bahnhofsvorplatz vor dem Empfangsgebäude ab. Endstation und Betriebsmittelpunkt war die ehemalige Oberamts- beziehungsweise Kreisstadt Tettnang, in der sich die Werkstatt, die Schaltzentrale und ein zweiständiger Triebwagen-Schuppen befanden. Die Bau- und Anschaffungskosten der Bahn beliefen sich auf insgesamt 810.000 Mark, davon 677.000 Mark zu Lasten der LAG; 133.000 Mark trug die Stadt Tettnang. Die elektrische Energie wurde zu Beginn durch das wasserkraftbetriebene Schussenkraftwerk im nahen Schussental erzeugt.
Als Fahrzeuge wurden zunächst je zwei Elektrotriebwagen, Personenwagen und gedeckte Güterwagen beschafft, die allesamt zweiachsig ausgeführt waren. Die gesamte Gleislänge betrug knapp sechs Kilometer, mit 50 Metern Höhenunterschied wies die Strecke zudem eine beträchtliche Steigung auf.
Zum 1. August 1938 übernahm die Deutsche Reichsbahn die Strecke und führte den bisherigen Betrieb fort. Kriegsbedingt wurden von 1945 bis 1950 Dampflokomotiven eingesetzt. Ab 1. Februar 1962 traten endgültig Diesellokomotiven und Uerdinger Schienenbusse der Deutschen Bundesbahn an die Stelle der elektrischen Triebwagen.
Am 30. Mai 1976 wurde der Personenverkehr eingestellt. In den besten Zeiten wurden täglich über zwanzig Fahrten angeboten, im Jahr 1958 waren es 18. Inzwischen war man gegenüber den direkt verkehrenden Omnibussen nach Friedrichshafen nicht mehr konkurrenzfähig. Am 27. Mai 1995 kam auch für den – ebenfalls recht regen – Güterverkehr das Ende. Die offizielle Stilllegung erfolgte zum 1. Februar 1996.
Anlässlich der Einstellung des Personenverkehrs wurde in Tettnang das „Bähnlesfest“ ins Leben gerufen, das alljährlich am zweiten Sonntag im September stattfindet.
Im Oktober 2011 ist auf der ehemaligen Bahntrasse zwischen Bechlingen und dem Bahnhof Tettnang eine Umgehungsstraße eröffnet worden.

## Fahrzeuge
Mit Ausnahme des von der AEG gebauten EB 184 51 wurden alle Fahrzeuge von der MAN geliefert. Der ET 183 05 wurde ab 1962 im Bahnbetriebswerk Freudenstadt und ab 1981 im Bahnbetriebswerk Kornwestheim abgestellt, er gelangte 1986 in das Deutsche Technikmuseum Berlin.
| Nr. LAG | Nr. DR / DB | Baujahr | Sitzplätze | Achsformel | Ausmusterung | Bemerkungen |
| ------- | ----------- | ------- | ---------- | ---------- | ------------ | --- |
| -       | ET 183 05   | 1898    | 69/82      | (1’A)(A’1) |              | bis 1941 LAG 505 (Isartalbahn) |
| LAG 360 | ET 184 41   | 1895    | 30         | Bo         | 1959         | |
| LAG 361 | ET 184 42   | 1895    | 30         | Bo         | 1942         | |
| LAG 772 | ET 185 01   | 1906    | 44         | (1’A)(A’1) | 1962         | |
| LAG 30  | EB 184 41   | 1889    |            | 2          |              | bis 1906 zwischen Marktoberdorf und Füssen, später Arbeitswagen |
| LAG 362 | EB 184 42   | 1895    |            | 2          |              | |
| -       | EB 184 51   | 1925    |            | 2          | 29.3.1962    | gebaut bei AEG und LHL als Triebwagen T 1 für die Kreis Oldenburger Eisenbahn KOE (Holstein), ab 1941 DR (VB 140 398), ab 1943 auf der Teuringertalbahn, um 1949 nach Meckenbeuren |
| LAG 363 | -           | 1895    |            | 2          |              | geschlossener Güterwagen |
| LAG 364 | -           | 1895    |            | 2          |              | geschlossener Güterwagen |